# 699 Хела
699 Хела (699 Hela) — астероїд головного поясу, відкритий 5 червня 1910 року.
Тіссеранів параметр щодо Юпітера — 3,239.